# Joseph-Édouard Caron
Pour les articles homonymes, voir Caron.
Joseph-Édouard Caron, né le 10 janvier 1866 à Saint-Roch-des-Aulnaies et mort le 16 juillet 1930 à Québec, est un homme politique québécois qui, entre autres, a été ministre de l'Agriculture pendant vingt ans, de 1909 à 1929, sous les gouvernements de Lomer Gouin et de Louis-Alexandre Taschereau.

## Biographie

### Origines
Joseph-Édouard Caron est né à Saint-Roch-des-Aulnaies le 10 janvier 1866. Fils du cultivateur Édouard Caron et de Marie-des-Anges Cloutier, ses parents s'établissent  bientôt dans la paroisse voisine de Sainte-Louise.
Son père l'envoie parfaire ses études au Collège Sainte-Anne de La Pocatière où les étudiants se moquent souvent de lui en le traitant de "petit habitant en soulier de bœuf". Cet événement semble l'avoir incité à faire de la politique, quitte à démontrer qu'un fils d'agriculteur pouvait réussir aussi bien qu'un citadin. En plus de succéder à son père à la ferme familiale, il devient bientôt secrétaire-trésorier de la compagnie de pulpe de Metabetchouan. De 1893 à 1910, il exerce également la charge de secrétaire-trésorier au conseil municipal de Sainte-Louise.
En 1900, il se présente comme candidat indépendant dans le comté de L'Islet à l'élection fédérale. Il est battu par le candidat libéral Arthur Miville-Dechêne, mais de très peu. Le 15 janvier 1902, à la mort du député, il se représente dans le même comté mais se fait de nouveau battre  cette fois par Onésiphore Carbonneau. Quelques mois plus tard, le 26 septembre, il se présente pour le Parti libéral du Québec à une élection partielle dans le même comté et il est élu sans opposition. Les libéraux de Simon-Napoléon Parent ont décidé de l'engager dans leurs rangs car ils ont besoin de l'appui des cultivateurs, qui prennent traditionnellement position pour le Parti conservateur.

### Ministre de l'Agriculture
Après avoir été quelques mois ministre sans portefeuille, Joseph-Édouard Caron est nommé ministre de l'Agriculture par le premier ministre Lomer Gouin le 18 novembre 1909. Il est le premier agriculteur à être promu à ce poste depuis 1867, et le premier également à établir une politique agricole d'importance. Avant lui, les anciens ministres de l'Agriculture étaient tous des citadins qui n'avaient pas accordé à ce ministère toute l'attention qu'il aurait fallu.
L'objectif de Caron est d'obtenir un meilleur rendement de la productivité agricole. En 1910, il fait adopter une loi assurant un meilleur contrôle de l'industrie laitière par le gouvernement. La même année, il encourage la fondation de la Société coopérative des fromagers du Québec dont le but est de défendre les intérêts de ses membres mais aussi d'encourager les Québécois à davantage consommer le fromage de la province. Cette création sonne le début des grandes coopératives du Québec. Déjà, en 1911, est mise sur pied la Coopérative des planteurs de tabac de la vallée de la Yamaska. Une autre coopérative est fondée dans la région de Montréal, visant à protéger les produits agricoles québécois de l'importation de produits, désirée par la très anglophone Chambre de commerce de Montréal.
En 1913, Caron crée un corps d'agronomes dont le but est d'éduquer les agriculteurs sur la façon d'obtenir un meilleur rendement de leurs terres.
De 1912 à 1914, Caron prend également la responsabilité du ministère de la Voirie. Il inaugure avec Gouin la "politique des bons chemins pour les agriculteurs". Un budget de 10 millions $ est attribué à la création et l'amélioration de ces chemins. Durant ces deux ans, les premières routes pour automobiles sont construites, conduisant de Montréal à Sherbrooke, de Sherbrooke à Québec et de Sherbrooke à la frontière américaine.
Lors de l'élection générale de 1912, Caron est le seul ministre à perdre dans son comté. Il semble que ses électeurs de L'Islet n'aient pas aimé l'imposition de l'inspection des produits laitiers, une mesure qu'ils jugeaient vexatoire. Par chance pour lui, il se présentait également dans le comté des Iles-de-la-Madeleine, où il est élu.
En général, cependant, il est bien apprécié des agriculteurs. Selon Robert Rumilly, "Caron ne payait pas de mine avec son chapeau melon qui avait traversé plusieurs saisons, son veston avachi, ses poches déformées, ses bas de pantalon en accordéon. Mais, dans les comices agricoles, nul ne lui en remontrait. Resté "habitant", il pensait comme les habitants, les défendait et se faisait aimer d'eux".

### Caron et la guerre
Dès le début de la Première Guerre mondiale, en 1914, Caron charge la Coopérative des Fromagers de réunir les 4 millions de livres de fromage que Gouin a promis à la Grande-Bretagne. Cependant, le ministre de l'Agriculture québécois est plutôt hostile à l'entrée du Canada dans le conflit et cette hostilité s'agrandit au cours des années. Il s'oppose au recrutement intensif dans les campagnes car il y voit un obstacle au développement agricole. De plus, le programme de voirie doit être interrompu dès le début de la guerre, faute de fonds.
En 1917, il ouvre des bureaux de placement agricole mais prédit ouvertement la ruine de l'agriculture si Ottawa continue à enrôler les jeunes agriculteurs. À l'été 1917, il n'hésite pas à écrire des éditoriaux anti-conscriptionnistes dans Le Soleil. Le 14 mai, 1918, il est même l'un des chefs de file d'une manifestation à Ottawa venant demander l'exemption d'enrôlement pour la classe agricole.

### Sous Taschereau

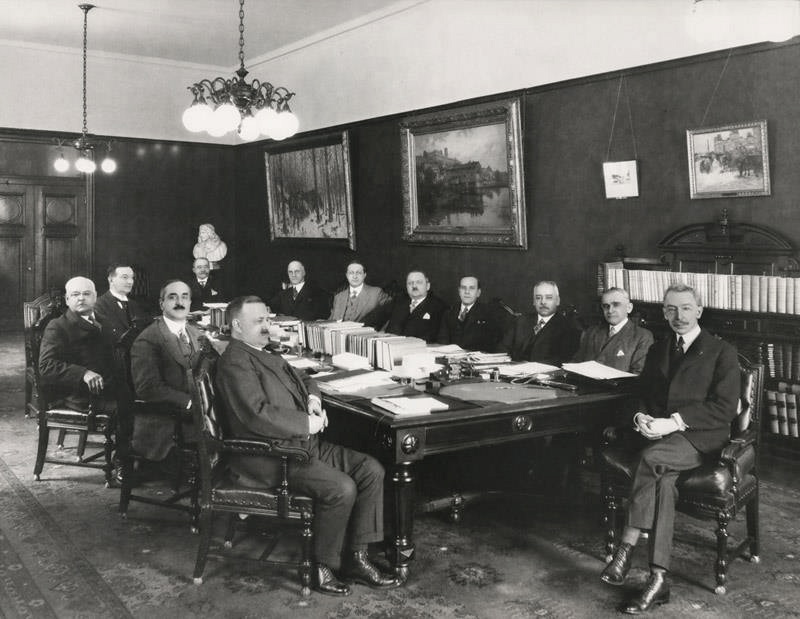
Le cabinet Taschereau vers 1929. Caron siège à la droite de Taschereau.

En 1920, Caron semble avoir été tenté par la succession de Gouin mais ne dispute cependant pas la place à Taschereau qui, lorsqu'il devient premier ministre, le confirme comme ministre de l'Agriculture. Son but est alors de remplir les promesses qu'il avait fait en 1915 mais qu'il n'avait pu tenir à cause de la guerre : la création d'écoles d'agriculture et l'implantation de fermes d'expérimentation dans les régions agricoles. Une école d'agriculture est fondée à La Pocatière et les premières fermes d'expérimentation sont mises en place en 1921.
Mais l'agriculture a de la misère à redémarrer dans les années 1920. Caron semble devenir moins efficace. L'Union des Cultivateurs Catholiques (l'UCC, ancêtre de l'actuelle Union des producteurs agricoles du Québec), fondée en 1924, demande des subventions pour une meilleure mécanisation et réclame une modernisation de l'agriculture québécoise qui reste, selon elle, trop familiale et pas assez extensive. Caron n'y voit qu'une critique de sa politique et accuse l'Union d'avoir partie liée avec les conservateurs.
Il n'empêche qu'à la fin des années 1920, l'agriculture n'arrive même plus à répondre au marché intérieur. Taschereau s'en aperçoit. En 1927, il commence par nommer Caron conseiller législatif de la division de Kennebec mais en lui laissant son ministère. En 1929, le premier ministre le persuade de démissionner. Caron devient alors vice-président de la Commission des liqueurs mais pour peu de temps puisqu'il meurt le 16 juillet 1930 à l'âge de 64 ans. Il est inhumé à Sainte-Louise.

## Distinctions
- Commandeur d'office de l'Ordre national du mérite agricole (1909)
- Doctorat honoris causa en sciences agricoles de l'Université Laval (1918)